# 七夜物語 DT異聞
『七夜物語 DT異聞』（ななやものがたり でぃーてぃーいぶん）は、和智正喜による日本のライトノベル。イラストは甚六が担当。ゲームボーイ用ゲーム『DT Lords of Genomes』の外伝作品である。しかし、タイトルに「異聞」とあるように、原作とは設定が異なっている。

## あらすじ
主人公・流沢一馬は、同級生・芭月麻衣子の全裸を目撃する。それから、一馬の周りで不可思議なことが起こり始める。謎の言葉を呟きだす麻衣子。現れる異形の怪物達。一馬は、忘れられない七夜の物語を体験することになる。

## 登場人物
流沢 一馬（ながれさわ かずま）
主人公。ふつうの高校生。侍のような名前と評される。父・亮作の旅館「星鳴流沢温泉ホテル」の手伝いをしている。母親は一馬が小さい頃、家を出て行ってしまった。
芭月 麻衣子（はづき まいこ）
老舗の旅館「星鳴館」の一人娘。
パンダさん
廃刊となった旅館「月影荘」に半年ほど前から住みついているホームレス。パンダの帽子をかぶっており、本名を語ろうとはしない。半月前、飼っていた猫のメグを交通事故で亡くした。
流沢 亮作（ながれさわ りょうさく）
一馬の父親。
田永 優（たなが まさる）
一馬の同級生。「銘菓 星鳴饅頭本舗」の七代目。年齢に不釣り合いな貫禄を持ち、一馬と親子に間違われることも少なくない。亮作曰く、片岡千恵蔵に瓜二つ。
仁美 理佐（ひとみ りさ）
東京のテレビ制作会社の社員。親は「月影荘」を経営していた。
神木（かみき）
「星鳴流沢温泉ホテル」に宿泊している男性。痩せているが、非常に食欲旺盛。
佐伯 アン（さえき アン）
「星鳴館」の宿泊客。無口な女性。ハーフ。